# Ривз, Мелисса
Мелисса Ривз (англ. Melissa Reeves; род. 14 марта 1967, Итонтаун, Нью-Джерси) — американская актриса мыльных опер. Ривз наиболее известна благодаря своей роли Дженнифер Хортон в дневной мыльной опере NBC «Дни нашей жизни». Эту роль она начала играть в 1985 году, с небольшими перерывами дважды в последующие десятилетия уходя из шоу.
Ривз родилась и выросла в Итонтауне, Нью-Джерси, и начала свою карьеру в мыльной опере «Санта-Барбара», где снималась на протяжении года, с 1984 по август 1985 года. В октябре того же года она получила роль в сестринском мыле NBC «Дни нашей жизни», куда плавно и перебралась. С тех пор она выиграла четыре премии «Дайджеста мыльных опер» за свою роль. В дополнение к этому, на съемках шоу, Ривз встретила своего будущего мужа, актёра Скотта Ривза, также снимающегося в дневных мыльных операх.

## Мыльные оперы
- Санта-Барбара (1984—1985) — Джейд Перкинс
- Дни нашей жизни (1985—1995, 2000—2006, 2010 — настоящее время) — Дженнифер Хортон